# KaDee Strickland
Katherine Dee "KaDee" Strickland (Blackshear, Georgia, 14 de diciembre de 1975) es una actriz estadounidense, más conocida por haber interpretado a Charlotte King en la serie Private Practice.

## Biografía
Es hija de Susan Strickland (una enfermera) y de Dee Strickland (un entrenador de fútbol de una escuela). Se crio en Patterson, Georgia.
En 2004 comenzó a salir con el actor Jason Behr, a quien conoció mientras filmaban la película "The Grudge". Se comprometieron el día de su cumpleaños y la pareja finalmente se casó en Ojai (California) el 10 de noviembre de 2006. Tienen un hijo, Atticus Elijah Behr (17 de octubre de 2013).

## Carrera
Su carrera comenzó en 1999 tras su breve aparición en la película The Sixth Sense. En 2003 apareció en la película Something's Gotta Give, donde dio vida a la doctora Kristen. En 2004 obtuvo uno de los papeles principales en la película Anacondas: The Hunt for the Blood Orchid, donde interpretó a Samantha "Sam" Rogers. Ese mismo año se unió al elenco de la película de terror The Grudge, donde dio vida a Susan Williams. En 2006 apareció en la película Walker Payne, donde dio vida a Audrey. Ese mismo año, recibió un premio "Silver Star Alumni" de su alma mater, la University of the Arts en Filadelfia. En 2007 se unió al elenco de la película The Flock, donde interpretó a Viola Frye. El 26 de septiembre del mismo año, se unió al elenco principal de la serie Private Practice, donde interpretó a la doctora Charlotte King-Freedman hasta el final de la serie el 22 de enero de 2013. En 2008 interpretó a Jillian Cartwright en la película The Family That Preys.
En 2015 se unió al elenco principal de la serie Secrets and Lies, donde interpreta a Christy Garner. La serie es la versión norteamericana de la serie original australiana Secrets and Lies. Ese mismo año apareció como invitada en la serie The Player, donde dio vida a la agente especial Rose Nolan. A finales de enero de 2016, se anunció que se había unido al elenco principal del piloto de la nueva serie Shut Eye, donde daría vida a Linda. La serie fue cancelada el 30 de enero de 2018 después de dos temporadas.
En 2022 fue elegida para un papel protagonista en la segunda temporada de la serie de suspenso y drama adolescente Cruel Summer que se estrenó en el verano de 2023. Strickland se reencontró en pantalla con sus compañeros de Private Practice Griffin Gluck y Paul Adelstein, que interpretaron a su hijo y a su marido, respectivamente.

## Filmografía

### Series de televisión
| Año         | Título                       | Personaje           | Notas                           |
| ----------- | ---------------------------- | ------------------- | ------------------------------- |
| 2002        | Law & Order: Criminal Intent | Sandi Tortomassi    | 1 episodio                      |
| 2007        | The Wedding Bells            | Annie               | 4 episodios                     |
| 2007 - 2013 | Private Practice             | Dra. Charlotte King | 111 episodios                   |
| 2015        | Secrets and Lies             | Christy Crawford    | 10 episodios                    |
| 2015        | The Player                   | Rose Nolan          | 4 episodios                     |
| 2016 - 2017 | Shut Eye                     | Linda Haverford     | 20 episodios                    |
| 2023        | Cruel Summer                 | Debbie Landry       | 7 episodios (segunda temporada) |
| 2025        | Chicago Fire                 | Monica Pascal       | 7 episodios (temporada 13)      |

### Películas
| Año  | Título                                   | Personaje          | Notas |
| ---- | ---------------------------------------- | ------------------ | --- |
| 2022 | The Time Capsule                         | Maggie             | junto a Todd Grinnell, Brianna Hildebrand, Baron Vaughn & Ravi Patel                                       |
| 2019 | Grand Isle                               | Fancy Franklin     | junto a Nicolas Cage & Luke Benward                                                                        |
| 2013 | Bloodline                                | Stella Killpriest  | junto a Chris Zylka, Jonathan Banks, Tom Everett Scott, Skyler Samuels & Tzi Ma                            |
| 2011 | Remember Alice Bell?                     | Alice Bell         | corto - junto a Tessa Auberjonois, Marshall Bell, Frankie Dell, Spencer Hill & Sabrina Morris              |
| 2008 | The Family That Preys                    | Jillian Cartwright | junto a Alfre Woodard, Sanaa Lathan, Rockmond Dunbar, Cole Hauser & Robin Givens                           |
| 2007 | American Gangster                        | Abogada de Richie  | junto a Denzel Washington, Russell Crowe, Chiwetel Ejiofor, Josh Brolin, Ted Levine & John Hawkes          |
| 2007 | The Flock                                | Viola Frye         | junto a Richard Gere, Claire Danes, Ray Wise, Avril Lavigne, Matt Schulze & Ed Ackerman                    |
| 2006 | Walker Payne                             | Audrey             | junto a Jason Patric, Sam Shepard, Drea de Matteo, Jon Stafford, Michael Harding & Sylvia Jefferies        |
| 2006 | Laws of Chance                           | Chance             | junto a Babette Ami, Viola Davis, Charles Assiff, Troy Baker, Reginald L. Barnes & Charlotte Biggs         |
| 2005 | Fever Pitch                              | Robin              | junto a Drew Barrymore, Jimmy Fallon, Jason Spevack & Jack Kehler                                          |
| 2004 | The Grudge                               | Susan Williams     | junto a Sarah Michelle Gellar, Jason Behr, William Mapother, Clea DuVall, Grace Zabriskie & Bill Pullman   |
| 2004 | Anacondas: The Hunt for the Blood Orchid | Sam Rogers         | junto a Johnny Messner, Matthew Marsden, Nicholas González, Eugene Byrd, Karl Yune & Morris Chestnut       |
| 2004 | The Stepford Wives                       | Tara               | junto a Nicole Kidman, Matthew Broderick, Bette Midler, Glenn Close, Christopher Walken & Roger Bart       |
| 2004 | Knots                                    | Molly              | junto a Scott Cohen, John Stamos, Annabeth Gish, Paulina Porizkova, Tara Reid & Linda Larkin               |
| 2003 | The Street Lawyer                        | Caroline Browne    | junto a Hal Holbrook, Mario Van Peebles, Eddie Cibrian & Yasmine Delawari                                  |
| 2003 | Something's Gotta Give                   | Kristen            | junto a Jack Nicholson, Diane Keaton, Keanu Reeves, Frances McDormand & Amanda Peet                        |
| 2003 | Anything Else                            | Brooke             | junto a Woody Allen, Jason Biggs, Anthony Arkin, Danny DeVito & Christina Ricci                            |
| 2002 | Bomb the System                          | Toni               | junto a Mark Webber, Gano Grills, Jade Yorker, Jaclyn DeSantis, Joey Dedio & Stephen Buchanan              |
| 2000 | Diamond Men                              | Monica             | junto a Robert Forster, Donnie Wahlberg, Bess Armstrong, Jasmine Guy, George Coe & Jeff Gendelman          |
| 2000 | Train Ride                               | Dawn               | junto a Dakota Anderson, Thomas Braxton Jr., Joe Clair, Rel Dowdell & Russell Hornsby                      |
| 1999 | Girl, Interrupted                        | Bonnie Gilcrest    | junto a Winona Ryder, Clea DuVall, Brittany Murphy, Elisabeth Moss, Jared Leto & Vanessa Redgrave          |
| 1999 | The Sterling Chase                       | Joven Bonita       | junto a Andrea Ferrell, John Livingston, Sean Patrick Thomas, Jack Noseworthy, Devon Odessa & Nicholle Tom |
| 1999 | The Sixth Sense                          | Visitante          | junto a Bruce Willis, Haley Joel Osment, Toni Collette, Olivia Williams, Trevor Morgan & Donnie Wahlberg   |

## Premios y nominaciones
| Año  | Categoría                                                    | Premio            | Serie/Película   | Resultado |
| ---- | ------------------------------------------------------------ | ----------------- | ---------------- | --------- |
| 2012 | Female Performance in a Drama Series Multi-Episode Storyline | Prism Award       | Private Practice | Nominada  |
| 2005 | Choice Movie Scary Scene                                     | Teen Choice Award | The Grudge       | Nominada  |